# Авл Манлий Капитолин
Авл Манлий Капитолин (лат. Aulus Manlius Capitolinus; V—IV века до н. э.) — римский политический деятель из патрицианского рода Манлиев, военный трибун с консульской властью 389, 385, 383 и 370 годов до н. э.
Авл Манлий был братом Марка Манлия, консула 392 года до н. э., отличившегося при обороне Капитолия от галлов. В первый раз Авл стал военным трибуном сразу после ухода галлов из Италии. Ему и его пяти коллегам пришлось решать первоочередные проблемы ослабленного и разорённого нашествием Рима: восстанавливать город, собирать уцелевшие договоры и законы, определять заповедные дни. Когда Марка Фурия Камилла выбрали диктатором для войны с многочисленными врагами Республики, он, пойдя на вольсков, оставил Авла Манлия во главе армии, стоявшей лагерем у Рима.
О действиях Авла Манлия во время второго и третьего трибунатов (385 и 383 годы до н. э.) ничего не известно. В 384 году до н. э. он отказался поддержать своего брата Марка, обвинённого в стремлении к царской власти, и тот был казнён. В 370 году до н. э. трибуны, среди которых был Манлий, разбили жителей Велитр, осаждавших Тускул, и осадили их собственный город, но не смогли его взять до истечения своих полномочий.